# 非洲褐鸫鹛

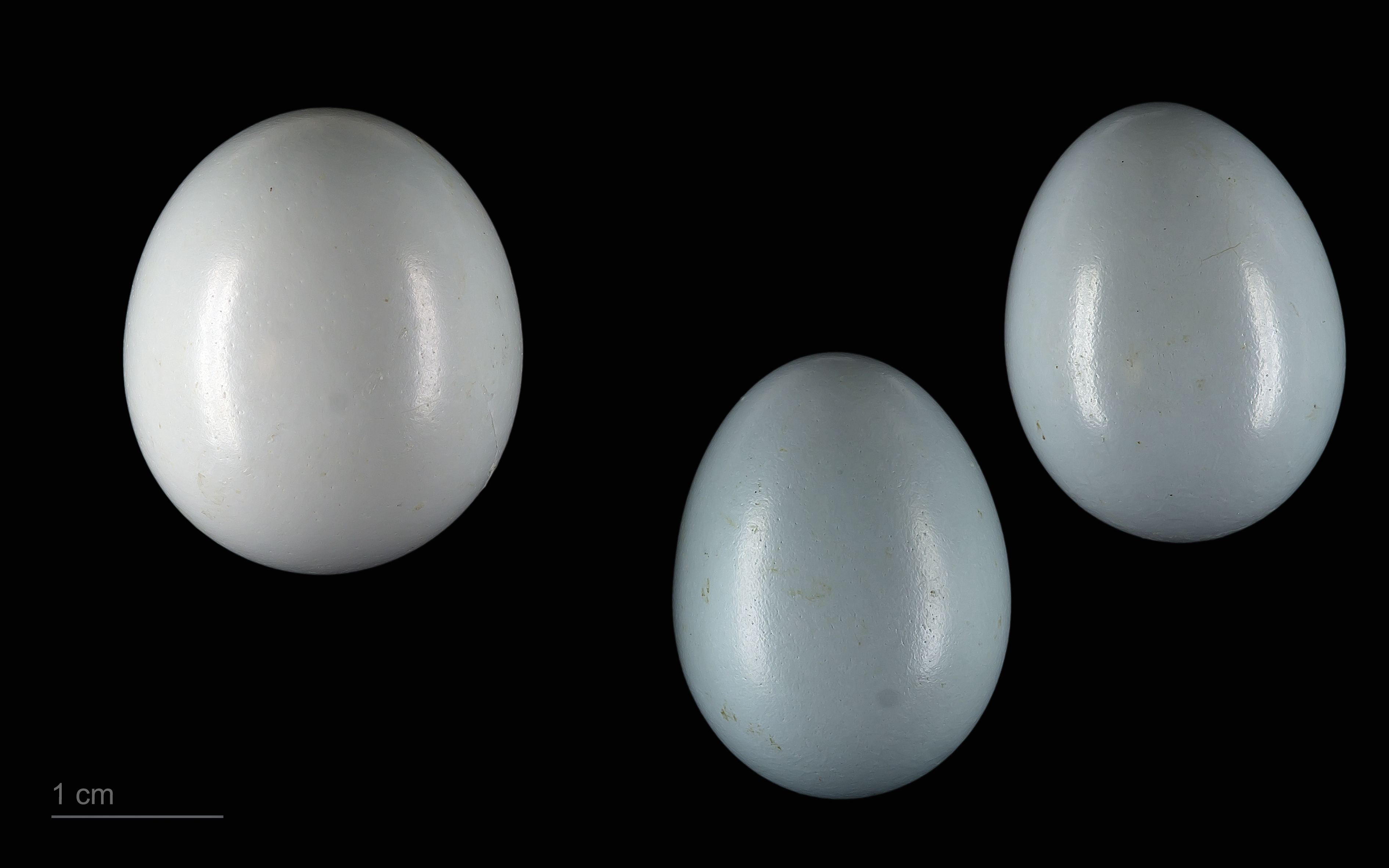
卵 Clamator levaillantii 在巢中 Turdoide plebejus

非洲褐鸫鹛（学名：Turdoides plebejus），是画眉科鸫鹛属的一种，分布于科特迪瓦、埃塞俄比亚、几内亚比绍、贝宁、塞内加尔、乍得、马里、多哥、毛里塔尼亚、喀麦隆、尼日尔、塞拉利昂、加纳、中非共和国、尼日利亚、肯尼亚、刚果民主共和国、几内亚、冈比亚、苏丹、布基纳法索和乌干达。全球活动范围约为3,880,000平方千米。该物种的保护状况被评为无危。
非洲褐鸫鹛的平均体重约为63.2克。栖息地包括亚热带或热带的（低地）湿润疏灌丛、亚热带或热带的旱林、耕地、亚热带或热带的（低地）干草原、乡村花园和干燥的稀树草原。